# John Abernethy
John Abernethy (Londres, 3 d'abril de 1764 — Enfield, Middlesex, 20 d'abril de 1831) va ser un cirurgià anglès. Va formar-se al St Bartholomew's Hospital de Londres on va ser deixeble de William Blizard i Percivall Pott, entre d'altres. Va ser professor al Col·legi Reial de Cirurgians d'Anglaterra.
Creia que moltes malalties locals tenien una explicació en una malfunció del sistema digestiu, motiu pel qual popularitzar les galetes digestives Abernethy per tractar la dispèpsia.
Va publicar Surgical Observations on the Constitutional Origin and Treatment of Local Diseases (1809), llibre que referia sovint tant a col·legues com a pacients.
Va ser el primer a tractar els aneurismes amb la lligadura de l'artèria ilíaca externa.